# Oulun Palloseura
Oulun Palloseura (kurz: OPS) ist ein 1925 gegründeter Ballsportverein aus der finnischen Stadt Oulu. Die mittlerweile aufgelöste Fußballmannschaft des Vereins wurde 1979 und 1980 finnischer Meister. Der Klub verfügt über eine Bowling- und eine Bandyabteilung.

## Fußballabteilung
Nachdem der Verein 1979 und 1980 die finnische Meisterschaft hatte gewinnen können, qualifizierten sich die Finnen jeweils für den Europapokal der Landesmeister. Bei beiden Teilnahmen scheiterte Oulu am FC Liverpool. 
Am Ende der Spielzeit 1982 stieg der Klub aus der ersten und am Ende der Spielzeit 1984 aus der zweiten Liga ab. Zwischenzeitlich etablierten sich Oulun Työväen Palloilijat und Oulun Luistinseura als Konkurrenten, die zeitweilig höherklassig spielten. Als Staffelsieger gelang 1995 die Rückkehr in die Zweitklassigkeit, der Neuling verpasste am Ende der Spielzeit 1996 als Schlusslicht seiner Staffel jedoch den Klassenerhalt. Nachdem die Konkurrenten im FC Oulu ihre Kräfte gebündelt hatten, dieser aber 1994 aus finanziellen Gründen zusammengebrochen war, war Oulu als fünftgrößte Stadt Finnlands in der Folge nicht mehr in den beiden höchsten Spielklassen vertreten. Diese Lücke füllte zeitweilig Tervarit Oulu, der Klub geriet jedoch ebenfalls in finanzielle Schwierigkeiten. Daraufhin beschlossen die Vereine der Stadt, sich 2003 zum AC Oulu zusammenzuschließen. Hieran beteiligte sich auch Oulun Palloseura, nachdem der Klub Ende 1998 auch aus der drittklassigen Kakkonen abgestiegen war. 2006 gründete sich ein eigenständiger Fußballklub, der den Namen Oulun Palloseura adaptierte.

### Erfolge
Finnische Meisterschaft: 1979, 1980

### Europapokalbilanz
| Saison  | Wettbewerb                    | Runde    | Gegner       | Gesamt | Hin     | Rück      |
| ------- | ----------------------------- | -------- | ------------ | ------ | ------- | --------- |
| 1980/81 | Europapokal der Landesmeister | 1. Runde | FC Liverpool | 02:11  | 1:1 (H) | 01:10 (A) |
| 1981/82 | Europapokal der Landesmeister | 1. Runde | FC Liverpool | 0:8    | 0:1 (H) | 0:7 (A)   |

Gesamtbilanz: 4 Spiele, 1 Unentschieden, 3 Niederlagen, 2:19 Tore (Tordifferenz −17)

## Bandyabteilung
Die Bandyabteilung des Vereins gewann zwischen 1953 und 1964 siebenmal die nationale Meisterschaft und spielt noch heute in der höchsten Spielklasse Finnlands, der Bandyliiga.